# تیوکربونیک اسید
تیوکربونیک اسید (به انگلیسی: Thiocarbonic acid) با فرمول شیمیایی CH۲S۳ یک ترکیب شیمیایی با شناسه پاب‌کم ۶۸۹۸۲ است. که جرم مولی آن 110.22 g/mol می‌باشد. شکل ظاهری این ترکیب، قرمز، مایع روغنی است.